# Jan De Volder (historicus)
Jan Jules Jozef De Volder (Wilrijk, 12 juni 1967) is een Belgisch historicus, opiniemaker, en expert geopolitiek van de religies en interreligieuze dialoog.

## Levensloop
Na zijn humaniora Latijn-Grieks aan het Onze-Lieve-Vrouw-van-Lourdescollege (Edegem) studeerde hij aan de Universitaire Instelling Antwerpen (UIA) af als licentiaat Romaanse Filologie. Aan de Katholieke Universiteit Leuven behaalde hij een licentie in de Hedendaagse Geschiedenis. In Rome behaalde hij een doctoraat in de religieuze en sociale geschiedenis met een dissertatie over de Vaticaanse politiek ten opzichte van het door Duitsland bezette België in en na de Eerste Wereldoorlog. Van 1994 tot 1999 was hij assistent Italiaanse Taal- en Letterkunde aan de Universiteit Antwerpen (UIA).
In 1999 was hij betrokken bij de oprichting van het christelijke opinieblad Tertio. Hij was er vijftien jaar politiek redacteur en schreef tal van artikelen op het snijpunt van samenleving, religie, cultuur en politiek. Ook in andere media maakte hij naam als Vaticaanwatcher en expert interreligieuze dialoog. In 1999 schreef hij, samen met Lieve Wouters, het boek Van binnen weent mijn hart, over de vervolging van joden in Antwerpen tijdens de Tweede Wereldoorlog. Hierin stond een getuigenis van de Boechoutse onderduikgeefster Julia Schuyten. Deze getuigenis legde een niet eerder geïdentificeerd netwerk van onderduikgevende protestanten bloot.
In 2015 werd hij titularis van de Cusanus Leerstoel ‘Religion, Conflict and Peace’ aan de Faculteit Theologie en Religiewetenschappen Leuven. Hij is er lid van de Onderzoeksgroep Geschiedenis van Kerk en Theologie. Zijn onderzoek en onderwijs spitsen zich vooral toe op de rol van kerken en godsdiensten in conflicten in de 20ste en 21ste eeuw en op de geopolitiek van religies.
Van bij het ontstaan van de Gemeenschap Sant'Egidio in België, halfweg de jaren 1980, is hij er actief. Hij legt zich vooral toe op de integratie van nieuwkomers, de interreligieuze dialoog en op de internationale projecten van deze christelijke lekengemeenschap van Italiaanse origine. 
Bij de gemeenteraadsverkiezingen van 2018 was hij kandidaat in Antwerpen op de CD&V-lijst en behaalde meer dan duizend voorkeurstemmen.
Hij is getrouwd met Hilde Kieboom, een van de voornaamste organisatoren van de Sant' Egidiobeweging in België.

## Publicaties
- Cardinal Mercier in the First World War. Belgium, Germany and the Catholic Church, Kadoc-Studies on Religion, Culture & Society 23, Leuven: Leuven University Press, 2018 ISBN 978-94-6270-164-9
- Martyr. Vie et mort du père Jacques Hamel (1930-2016), Le Cerf, Paris, 2016 (ISBN 9782204117258). – Vertaald in  het Nederlands, Italiaans, Portugees, Spaans, Engels en Duits.
- Kardinaal Verzet. Mercier, de Kerk en de Oorlog, Lannoo, Tielt, 2014 (ISBN 9789401423328)
- Een wonderlijk tweepausenjaar. Nieuwe zuurstof voor de kerk (over het ontslag van Benedictus XV en de verkiezing van paus Franciscus), Lannoo, Tielt, 2013 (ISBN 9789401412070)
- Trialoog. Gesprekken tussen rabbijn Aharon Malinsky, priester Hendrik Hoet en imam Jamal Maftouhi, Lannoo, Tielt, 2013 (ISBN 9789401409728)
- De geest van Damiaan. Een heilige voor onze tijd, Lannoo, Tielt, 2009 (ISBN 9789020982657). – Vertaald in het Engels, het Spaans en het Italiaans.
- Van binnen weent mijn hart. De vervolging van de Antwerpse joden: Geschiedenis en hereinnering, Standaard Uitgeverij, Antwerpen, 1999 (ISBN 9002209339)
- Secrétairerie d'état et secrétaires d'état (1814-1978). Acquis historiographiques sur l'institution et les hommes, in: Mélanges de l'Ecole française de Rome. Italie et Méditerranée, 1998, vol. 110, n° 2, p. 445-459. integrale tekst
- Benoît XV et la Belgique durant la grande guerre, Belgisch Historisch Instituut te Rome, Bibliotheek XLI, Brussel, 1996. (ISBN 9074461166)

- Biblioteca Nacional de España: XX5301214
- Bibliothèque nationale de France: cb151182779 (data)
- Gemeinsame Normdatei: 1082508322
- International Standard Name Identifier: 0000 0000 6146 5320
- Library of Congress Control Number: no98106058
- Nederlandse Thesaurus van Auteursnamen: 148936733
- Système universitaire de documentation: 199212961
- Virtual International Authority File: 27363733
- WorldCat: E39PBJdcwfHQXPMpPwMr6qQwmd